# Ethelweard
Ethelweard (n. 904 d.Hr., Wessex – d. 2 august 924 d.Hr., Oxford, Regatul Angliei) a fost al doilea fiu al lui Eduard cel Bătrân și fiul cel mai mare a celei de-a doua sa soție, Ælfflæd.

## Regalitatea și moartea
Cronica Anglo-saxonilor afirmă că Ethelweard a murit la scurt timp după moartea tatălui său, pe 17 iulie 924, iar aceștia au fost îngropați împreună la Winchester. Manuscrisul specifică faptul că el i-a supraviețuit tatălui său cu doar 16 zile. Cu toate acestea, o listă de regi din secolul al XII-lea îl menționează ca succesor al tatălui său și cu o domnie de patru săptămâni.
Conflictele documentelor au dus la înterpretari alternative, unii istorici moderni concluzionând că l-a succedat pe tatăl său în locul fratelui său vitreg, Athelstan, în timp ce alții susțin că Athelstan era singurul moștenitor al tatălui său. Alternativ, a fost sugerată o împărțire a domniilor, iar Cronicile raportează că Athelstan a devenit regele Mercianilor, și William de Malmesbury, deși nega domnia lui Ethelweard, raportează că Athelstan a fost educat la curtea Mercianiei de către mătușa sa, Æthelflæd. În opinia lui Simon Keynes, Ethelweard a fost recunoscut ca rege în Wessex și Athelstan în Mercia, deși este posibil ca Eduard să fi intenționat să divizeze regatul după moartea sa, iar liderii din Wessex să-l fi ales pe Ethelweard și cei din Mercia pe Athelstan.
Ethelweard a murit la 16 zile după tatăl său, la 2 august 924, la Oxford, și a fost îngropat la Winchester. Athelstan a avut dificultăți în a asigura acceptarea sa în Wessex și nu a fost recunoscut ca rege al anglo-saxonilor până la 4 septembrie 925.